# Martin Fabian

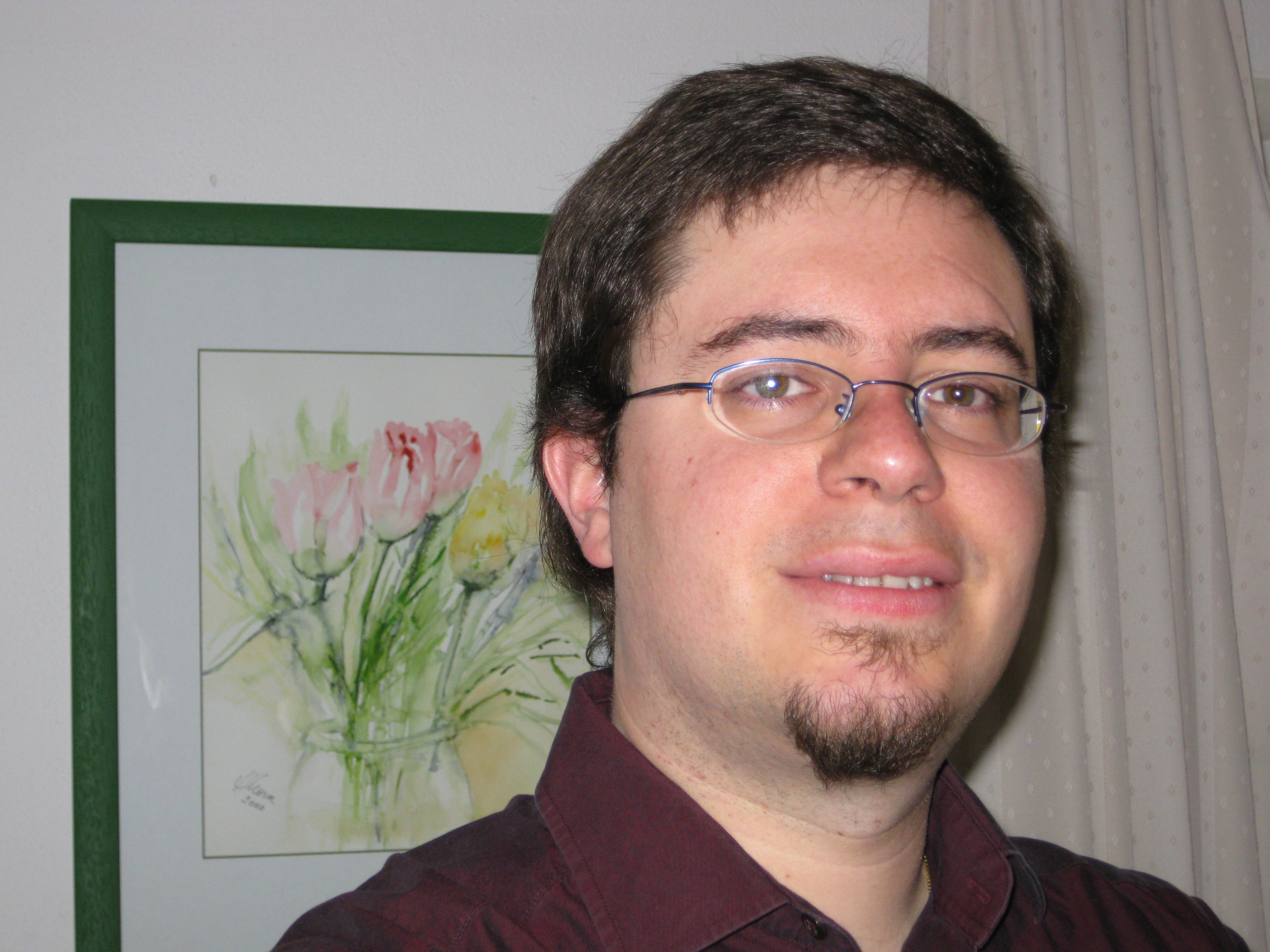
Martin Fabian (2009)

Martin Fabian (* 1. April 1978 in Schwarzach im Pongau) ist ein  österreichischer Komponist und Dirigent.

## Leben
Fabian erhielt die erste musikalische Ausbildung 1986 im Blockflötenunterricht. Mit dem Klarinettenunterricht begann er 1988 bei Fritz Kronthaler von den Querschläger. Weiters war er auch Mitglied im Schulblasorchester und im Schulchor, 1996 legte er das Jungmusikerleistungsabzeichen in Gold ab.
Von 1996 bis 1997 war er Klarinettist der Militärmusik Salzburg unter Hannes Apfolterer. Bei Emil Rieder erhielt er von 1998 bis 1999 die Kapellmeisterausbildung. Im Jahr 2000 übernahm er die Trachtenmusikkapelle Werfen als Kapellmeister und begann ein Studium Instrumental- und Gesangspädagogik an der Universität Mozarteum Salzburg im Hauptfach Klarinette. Als Lehrer für Klarinette und Saxophon am Musikum Salzburg unterrichtet er seit 2002. Später begann er mit dem Studium in Komposition und Musiktheorie an der Universität Mozarteum Salzburg bei Ernst Ludwig Leitner.
Fabian wirkt als Referent auf Jungmusikerseminaren des Salzburger Blasmusikverbandes und auf der Volkstanzwoche in Sankt Margarethen im Lungau.
Anlässlich „200 Jahre Heimatverteidigung“ wurde Martin Fabian mit dem Werk „Heimat Friede Freiheit“ zum 200-jährigen Gedenken an die Freiheitskämpfe von 1809 beauftragt.
Konzertreisen führten ihn nach Italien, Belgien, und 2006 nach China. Martin Fabian ist Kapellmeister der Werkskapelle Solvay und der Stadtkapelle Gmunden.

## Werke
Fabian schrieb erste Kompositionen und Bearbeitungen im Rahmen des IGP-Studiums. 2005 erhielt er einen 1. Preis bei einem Kompositionswettbewerb für eine Bergmesse für Chor und Bläser („Loferer Steinberg-Messe“). 2006 folgte die Aufnahme von „Traumbilder“ für Blasorchester in den Katalog der Pflichtstücke für Wertungsspiele des Oberösterreichischen Blasmusikverbandes (OÖBV), Aufnahme auf CD durch die Militärmusik Oberösterreich.
2008 bekam er einen 1. Preis beim „Schnopfhagen-Kompositionswettbewerb“ des Landes Oberösterreich für Flöte, Klarinette und Streichtrio. Er schrieb Werke für den Wettbewerb „Prima la musica“, aufgeführt in Salzburg, Oberösterreich und Vorarlberg, für Bläser und Blasorchester sowie Literatur für Schülerensembles, Schwerpunkt Zither und Hackbrett.